# Mine de Pyhäjärvi
La mine de Pyhäjärvi est une mine souterraine et à ciel ouvert de cuivre et de zinc située à Pyhäjärvi dans la région de Ostrobotnie du Nord en Finlande. Son gisement a été découvert en 1958. Sa production a débuté en 1962. Son mode d'exploitation était jusqu'en 1967 à ciel ouvert, puis est passé en extraction souterraine.
Elle est possédée par Inmet Mining. Elle est la mine de métaux la plus profonde d'Europe avec une profondeur de 1 444 m.